# Hartmann de Dillingen
Hartmann V von Dillingen (mort le 5 juillet 1286) est le 39e évêque d'Augsbourg de 1248 à sa mort.

## Famille
Hartmann est issu de la famille souabe des comtes de Dillingen (de), riches de la région du Danube et détenant le bailliage de la ville impériale d'Ulm. Il est le plus jeune fils du comte Hartmann IV de Dillingen (mort en 1258) et de Willibirgis (morte avant 1248). La famille comprend également l'évêque d'Augsbourg Walter (1133-1152) et les évêques de Constance Eberhard Ier (de), Warmann (de) et Ulrich (de).

## Biographie
Hartmann est chanoine à Augsbourg en 1246. Après que l'évêque Siboto de Seefeld, fidèle aux Hohenstaufen, est destitué par le pape Innocent IV, il est nommé évêque d'Augsbourg en 1248. Augsbourg étant aux mains des Hohenstaufen, il n'est consacré qu'en 1256. Dans le conflit entre les Hohenstaufen et le pape, la famille de Hartmann figure avec les comtes Ulrich Ier de Wurtemberg et Hartmann II de Grüningen (de),  parmi les opposants les plus importants au roi Conrad IV.
Dans son diocèse, il soutient les abbayes et les hôpitaux. Il permet aux ordres mendiants des dominicains, des franciscains et des carmes d'assurer la pastorale dans son diocèse. Il est en conflit avec Louis II de Bavière au sujet du bailliage de l'évêché depuis 1256, et peut finalement l'emporter en 1270, mais perd à nouveau le bailliage au profit de l'empire en 1276. Dans la querelle avec Louis III d'Oettingen pour le bailliage de l'abbaye de Neresheim, un tribunal arbitral présidé par Albert le Grand se prononce contre lui. Schwigger II de Mindelberg le fait prisonnier en 1266 et incendie son château de Straßberg.
Après la mort de son frère Adalbert (1257) et de son père Hartmann IV (1258), il hérite d'une grande partie de la propriété restante des Dillingen aux côtés de ses beaux-frères, qui passent en grande partie à l'évêché d'Augsbourg en 1258 et en 1286. Avec la mort de Hartmann en 1286, la famille des comtes de Dillingen s'éteint.
Hartmann est enterré dans la cathédrale d'Augsbourg devant l'autel de la croix.